# Charlie angyalai (film, 2000)
A Charlie angyalai 2000-ben bemutatott amerikai akcióvígjáték.  Főszereplők: Cameron Diaz, Drew Barrymore, Lucy Liu és Bill Murray.

## Cselekmény
|  | Alább a cselekmény részletei következnek! |

A nyitójelenetben két férfit látunk egy utasszállító repülőgép első osztályán, amint üzletelnek: gyémántot készülnek bombára cserélni. Az élesített bomba az eladó testére van erősítve és már csak egy perc van hátra. A másik arra kényszeríti, hogy kiugorjanak. A közelben várakozó helikopterből is utánuk ugrik valaki. Megszabadítják a fickót a bombától, majd ejtőernyőt nyitva mindhárman az alattuk száguldó motorcsónakban landolnak. Kiderül, hogy a két férfi egyike valójában nő, ahogy a két társa is. Ez után kis visszatekintés következik, amiből megtudhatjuk, milyen előzmények után került össze Charlie három angyala.
A további képsorokban azt látjuk, ahogy a lányok elindulnak a munkahelyükre, a Charles Townsend detektívügynökséghez. Dylan (Drew Barrymore) egy Chad nevű férfi (Tom Green) hajóján ébred, Natalie (Cameron Diaz) egy táncjelenetről álmodik - amelynek természetesen ő van a középpontjában -, Alex (Lucy Liu) pedig főzőcskézés közben szöveget tanulni segít a fiújának, aki nem más, mint Jason Gibbons, a közkedvelt akciósztár (Matt LeBlanc).
John Bosley (Bill Murray) is megérkezik, éppen hogy megúszva egy "kínai harci puffancs-támadást". Pontban kilenckor csörög a telefon: természetesen Charlie az, a főnök. Ismerteti az új megbízást. Az alany nem más, mint Eric Knox (Sam Rockwell), az ifjú mérnökzseni. A biztonsági kamera felvételén láthatjuk, ahogy elrabolják. Közben a cég igazgatója, Vivian Wood (Kelly Lynch) is betoppan. Tovább elemezve az ügyet - miszerint kinek állhatott érdekében Knox eltüntetése -, Roger Corwin neve merül fel (Tim Curry), aki a kommunikációs műholdakkal foglalkozó Red Star Systems cégnek a tulajdonosa.
A lányok ráállnak az ügyre. Elsőként ellátogatnak Madame Wong masszázsszalonjába, ahol Corwin törzsvendég. Lenyomatot készítenek a kocsikulcsáról és megszerzik az időbeosztását, no meg egy képet az egyik emberrablóról (Crispin Glover), a Cingárról. Így sikerül tudomást szerezni egy aznapi meglepetés-partiról is. Bosley és a lányok el is mennek. Bosley, mint Davy Jones (a Kínzó Kamara elnöke) mindjárt szóba is elegyedik Corwin-nal. Natalie pincérnőnek álcázva megismerkedik a jóképű pultos fiúval, Pete Komisky-vel (Luke Wilson). Nem is halogatják a dolgot, randit beszélnek meg. D. J. és Corwin kedélyes szumó küzdelmet folytatnak a vendégsereg szórakoztatására. Ezután Alex kiszúrja a fényképen látott fickót (Cingár). Rögtön a nyomába is erednek. A sikátorban némi lövöldözést és ütésváltást követően rátalálnak Eric Knox-ra.
Az ügynökségen megtudjuk, hogy Knox hangazonosító programja Corwin globális műholdas megfigyelőrendszerével összekötve minden egyes mobiltulajdonos követhető és beazonosítható lenne. Corwin a kaliforniai futamon elindítja Red Star versenyautóját. Ez jó alkalom arra, hogy Alex és Dylan egy rejtett kamerát helyezzenek el a táskáján. Eközben Natalie meglátja a Cingárt. Üldözőbe veszi egy versenyautóval, kihajtanak a pályáról. Egy hídon a klasszikus "ki rántja el hamarabb a kormányt" játszva a Cingár autójával a folyóba zuhan.
A rejtett kamera felvételét elemezve megtudják, hol a Red Star központi számítógépe. Retina szkenner, ujjlenyomat-azonosító - nem lesz könnyű bejutni. A lányok néhány igazán vonzó álca segítségével megszerzik mindkét - belépéshez szükséges - mintát. Alex hatékonysági szakértőnek adja ki magát, a két kísérője, Dylan és Natalie pedig férfinak. Miközben Alex vonzerejét maximálisan kihasználva eltereli az alkalmazottak figyelmét, Natalie bejut a központi számítógéphez és egy adót helyez el benne, melynek segítségével be tudnak jutni a Red Star hálózatába.
Vivian Wood nem örül annak, hogy a hozzáférés Bosley-nál van az ügynökségen. Szerinte Eric a legalkalmasabb annak kiderítésére, hogy valóban a Red Star lopta-e el a programját.
Dylan-nek tetszik Knox, így vállalja, hogy tart nála egy biztonsági ellenőrzést. Rákérdez egy fotóra, mire Knox elmondja, hogy az apja látható rajta, meg az a férfi, aki megölte. Eric ráveszi Dylan-t, hogy maradjon vele... Eközben Natalie és Pete a Soul Train-be mennek táncolni (a szinkron szerint Soul Express), Miss Wood Bosley-val találkozik, Alex pedig vacsorát készít és arra készül, hogy bevallja Jason-nek az igazat a munkájáról. Rosszfiúk érkeznek a lakókocsihoz és szénné lövik az egészet. Alex csak rendkívüli ügyességének köszönheti az életét. Ezzel egyidőben Natalie-val is megpróbálnak végezni, de felülkerekedik és sikerül kiszednie támadójából, hogy Vivian bízta meg.
Dylan Natalie-val telefonon beszélve elszólja magát, hogy éppen Knox-nál van. Vivian Wood megérkezik, előkerül a Cingár is. Vivian közli Dylan-nel, hogy a barátai meghaltak. Knox is színt vall, lelövi a lányt, majd távoznak. Alex és Natalie az ügynökségnél találkoznak, mi nézők pedig visszamehetünk az időben, hogy megtudjuk: a lövés célt tévesztett. Dylan lezuhan, anyaszült meztelenül legurul a domboldalon, majd bekérezkedik egy házba. Két kisfiú kisegíti ruhával és egy robogóval, azon érkezik az ügynökség elé, ami kisvártatva felrobban.
Rájönnek, hogy Knox-nak Bosley és a globális helymeghatározás kellett, hogy így jusson el Charlie-hoz. Dylan-nek pedig beugrik az Eric-nél látott fotó, végre teljes lesz a kép. Knox azt hiszi, Charlie ölte meg az apját, és bosszút akar állni.
A foglyul ejtett Bosley a meghibásodott "szájba vevő adót" megpiszkálva életre kelti azt, majd annak reményében, hogy a lányok hallják, igyekszik leírni, hol van. Egy törpecsuszka hangjából Natalie rájön, hogy a keresett hely Carmel. Úgy döntenek, hogy a feltűnést elkerülve a víz felől cserkészik be a helyet. Dylan-nek eszébe jut Chad és a hajója. Odaviszi őket, a lányok némi búvárkodás után partra szállnak és szétosztják a feladatokat.
A behatolást követően Dylan máris csapdába sétál - no persze nem véletlenül. Natalie kiszabadítja Bosley-t, Alex pedig rákapcsolódik a hálózatra. Charlie hívását Bosley telefonján fogadja és addig húzza az időt, amíg a rendszer beméri a helyet. Natalie és Vivian, valamint a Cingár és Alex küzdenek egymással, miközben a megkötözött Dylan-nek öt pasit kell lenyomnia. Sikerrel teljesíti a feladatot, majd csatlakozik a többiekhez és lerendezi Vivian-t és a Cingárt is. A helikopterrel éppen felszálló Knox egy rakétát lő ki rájuk. Bosley érkezik Tarzan módjára egy dzsippel és együtt erednek Knox nyomába.
Alex egy szigonypuskával drótkötelet lő ki a helikopterre, majd mindhárman felmásznak rajta. Amíg Dylan elagyabugyálja Knox-ot, Natalie pedig tönkreteszi a gép irányítását, Alex átprogramozza a rakétát, így az visszatér a kiindulási helyére. A lányok leugranak - ám Knox-nak annyi. Bemennek Charlie házába, persze neki már hűlt helye, továbbra is meg kívánja őrizni az inkognitóját.
A zárójelenetben a kis csapat a tengerparton iszogat és elvarrja az ügy szálait. Miközben a tengerparton fogócskáznak, Charlie sétál el a naplementében. A zárókép után még egy szórakoztató bakiparádét is láthatunk.
|  | Itt a vége a cselekmény részletezésének! |

## Szereposztás
| Szereplő         | Színész          | Magyar hang         |
| ---------------- | ---------------- | ------------------- |
| Natalie Cook     | Cameron Diaz     | Für Anikó           |
| Dylan Sanders    | Drew Barrymore   | Kiss Eszter         |
| Alex Munday      | Lucy Liu         | Kökényessy Ági      |
| John Bosley      | Bill Murray      | Tahi Tóth László    |
| Charles Townsend | John Forsythe    | Kristóf Tibor       |
| Eric Knox        | Sam Rockwell     | Lippai László       |
| Vivian Wood      | Kelly Lynch      | Tóth Auguszta       |
| Roger Corwin     | Tim Curry        | Barbinek Péter      |
| Cingár           | Crispin Glover   | -                   |
| Pete Komisky     | Luke Wilson      | Sztarenki Pál       |
| Jason Gibbons    | Matt LeBlanc     | Haás Vander Péter   |
| Mr. Jones        | LL Cool J        | Bácskai János       |
| Chad             | Tom Green        | Barabás Kiss Zoltán |
| Pasqual          | Sean Whalen      | Holl Nándor         |
| Doris            | Melissa McCarthy |                     |